# Ovaliviridae

Schemazeichnung eines Alphaovalivirus-Virions

Ovaliviridae ist die Bezeichnung für eine Familie von Viren, die Archaeen infizieren, und bisher keinen höheren taxonomischen Rängen zugeordnet ist.
Die Familie enthält bisher nur eine einzige Gattung, Alphaovalivirus, die eine einzige vom International Committee on Taxonomy of Viruses (ICTV) bestätigte Spezies enthält, Alphaovalivirus fumarolicaense mit dem Sulfolobus ellipsoid virus 1 (SEV1).
Das Sulfolobus ellipsoid virus 1 wurde aus einer sauren Thermalquelle (86–106° C, pH 2,2–2,5) in der Laguna Fumarólica (en. Fumarolic Lagoon, 10,7729° N, 85,3441° W, Nationalpark Rincón de la Vieja, Costa Rica), isoliert; der einzige bekannte Wirt ist Sulfolobus sp. A20 (Familie Sulfolobaceae im Phylum Crenarchaeota).

## Beschreibung

### Aufbau

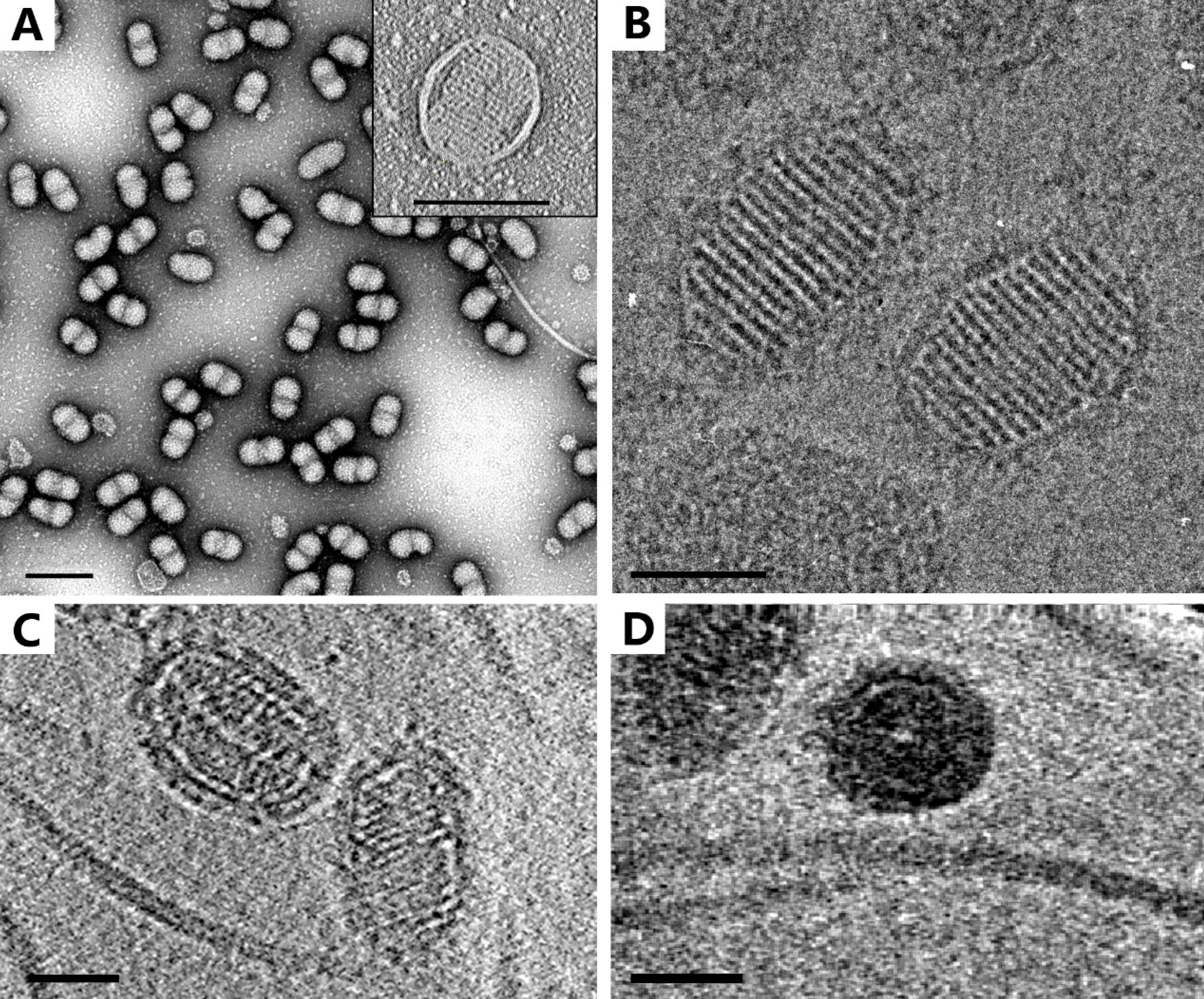
SEV1: (A) Negativ-Kontrast-EM-Aufnahme, Maßstab 200 nm, (B–D) Kryo-EM-Aufnahmen. Maßstäbe jeweils 50 nm.

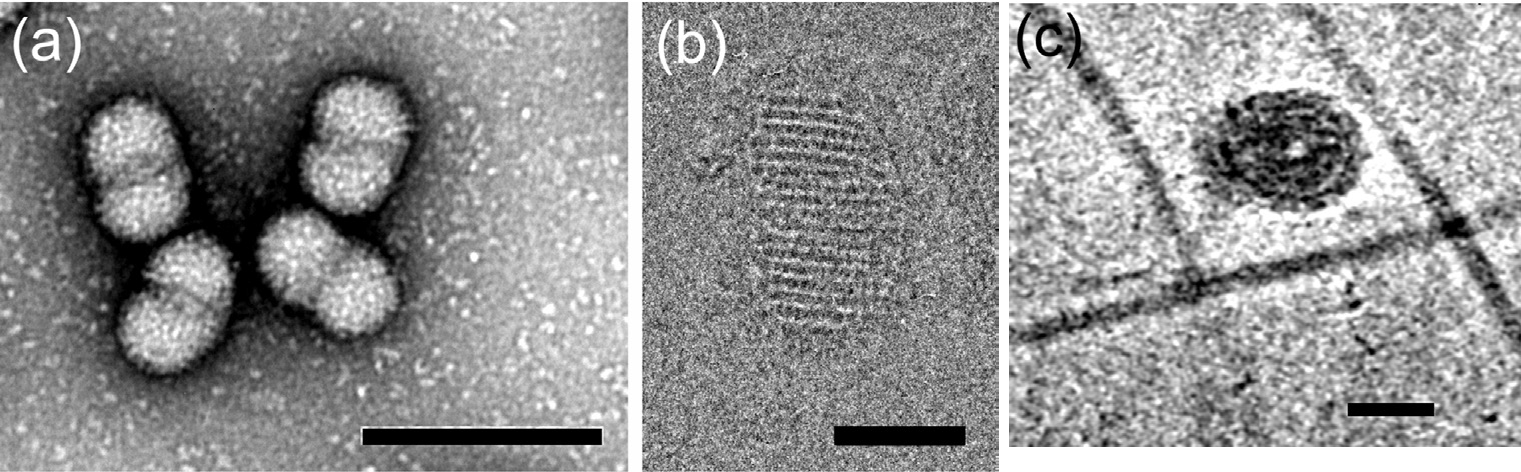
Virionen von SEV1: (a) EM-Aufnahme, Balken 200 nm; (B) Kryo-EM-Aufnahme, Balken 50 nm; (c) Draufsicht, Balken 50 nm.

Die Virionen (Viruspartikel) von SEV1 enthalten ein Protein-Kapsid aus 16 regelmäßig angeordneten Streifen. Sie sind von einer Lipidmembran umhüllt. Die Virus-DNA wickelt sich (wahrscheinlich in Form eines Nukleoprotein-Filaments) in einer Ebene um die Längsachse des Virions und bildet eine mehrschichtige, scheibenförmige Struktur mit einem zentralen Loch. Diese sechzehn Teile sind so gestapelt, dass sie ein spulenartiges Kapsid zu erzeugen.
Auf der Oberfläche der von SEV1 infizierten Zellen erscheinen virus-assoziiert pyramidenartige Gebilde mit Sechsfach-Symmetrie; diese brechen dann auf, um eine sechseckige Öffnung für die anschließende Freisetzung von Nachkommenschaft an Viruspartikeln. Die einzigartige Form und Architektur der Ovalivirus-Partikel wurde bis dato weder bei bakteriellen noch bei eukaryotischen Viren beobachtet und ist daher spezifisch für Archaeen-Viren.

### Genom

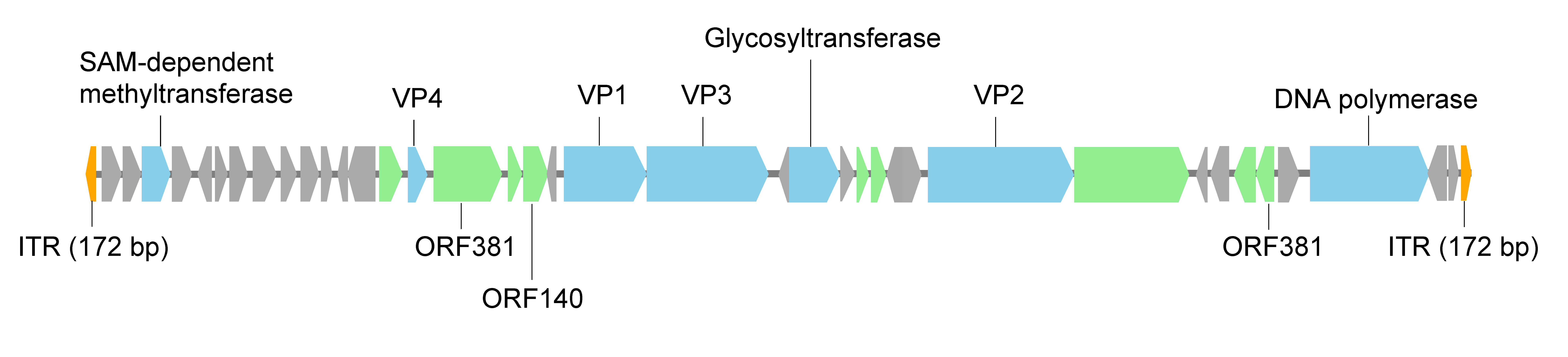
Genomkarte Ovaliviridae.

Das Genom von Sulfolobus ellipsoid virus 1 ist unsegmentiert (monopartit) und besteht aus einem linearen dsDNA-Molekül mit einer Länge von 23.219 bp (Basenpaaren), davon sind 172 bp invertierte terminale Wiederholungen (en. inverted terminal repeats).

## Systematik
Die Systematik der Familie Ovaliviridae nach ICTV (Stand Mai 2024) inkl. Vorschläge nach der NCBI-Taxonomie (Stand 15. Juli 2024) ist wie folgt:
Familie Ovaliviridae
- Gattung Alphaovalivirus

- Spezies Alphaovalivirus fumarolicaense (ehem. Typus) mit Sulfolobus ellipsoid virus 1 (SEV1) Isolat CR_L

- ohne Gattungszuordnung:

- Spezies „Sulfolobales Beppu virus 1“  (SBV1)